# Ayhan Çarkın
Ayhan Çarkın (né en 1962 à Erzurum) est un policier turc, ancien membre de l'unité de force spéciale turque.
Il fait des aveux sur les atrocités commises dans les années 1990 au Kurdistan turc. Impliqué dans l'affaire Susurluk, et prêt à tout dire devant une commission de vérité, il explique que plusieurs massacres attribués au PKK, étaient des provocations d’une unité de renseignement de la gendarmerie. Lors d'un reportage télévisé avec le journaliste Uğur Dündar, il dénonce l’État turc, expliquant la sanction des fonctionnaires de l’État. Çarkin, qui se dit assassin, exprime personnellement avoir tué autour d'un millier de personnes à la hauteur du conflit kurdo-turc.

## Biographie
Çarkın est né et a grandi à Erzincan, issu d'un milieu défavorisé, impossible de trouver une éducation à la hauteur de ses espérances. L'année après l'établissement du Parti des travailleurs du Kurdistan (PTK) en 1984, il s'engage dans la police et est entrainé au combat par Korkut Eken. Il est envoyé à Diyarbakır sous les ordres d'İbrahim Şahin, qui décrit Çarkın comme son plus grand atout. Il gagne en popularité pour avoir tué 350 individus sur le terrain, dont certains auraient été des innocents. Il combat la majeure partie du temps au sud-est de la Turquie entre 1986 et 1990.
Plus tard, Şahin emmène Çarkın à Istanbul afin de mener une attaque contre des militants du Dev Sol. Il mène un raid le 12 juillet 1991 durant lequel onze d'entre eux sont tués. Les proches des victimes portent plainte devant la Cour européenne des droits de l'homme, et gagnent le procès. Le raid suivant de Çarkın, mené le 16 avril 1992, tue trois autres personnes. Vingt personnes, dont Çarkın, sont poursuivies devant les tribunaux ; cette fois, il est acquitté.